# Juan de la Luz Enríquez, Amatitlán
Juan de la Luz Enríquez är en ort i Mexiko.   Den ligger i kommunen Amatitlán och delstaten Veracruz, i den sydöstra delen av landet, 400 km öster om huvudstaden Mexico City. Juan de la Luz Enríquez ligger 12 meter över havet och antalet invånare är 256.
Terrängen runt Juan de la Luz Enríquez är mycket platt. Runt Juan de la Luz Enríquez är det ganska glesbefolkat, med 34 invånare per kvadratkilometer. Närmaste större samhälle är Carlos A. Carrillo, 8,1 km väster om Juan de la Luz Enríquez. Trakten runt Juan de la Luz Enríquez består till största delen av jordbruksmark.